# Extremal unzusammenhängender Raum
Extremal unzusammenhängende Räume werden im mathematischen Teilgebiet der Topologie (Mathematik) untersucht. Wie schon der Name andeutet, sind diese Räume sehr weit von Zusammenhangseigenschaften entfernt. Sie treten in der Theorie der booleschen Algebren und der abelschen Von-Neumann-Algebren auf.

## Definition
Ein topologischer Raum hat dann schlechte Zusammenhangseigenschaften, wenn es in ihm viele offen-abgeschlossene Teilmengen gibt. Fordert man in einem T1-Raum, dass jede abgeschlossene Menge bereits offen ist, so ist der Raum diskret. Eine leicht abgeschwächte Forderung führt zum hier betrachteten Begriff:
Ein topologischer Raum heißt extremal unzusammenhängend, wenn der Abschluss jeder offenen Menge wieder offen ist.

## Beispiele
- Diskrete Räume sind extremal unzusammenhängend. In metrischen Räumen gilt die Umkehrung, das heißt, extremal unzusammenhängende, metrisierbare Räume sind diskret.
- Die Stone-Čech-Kompaktifizierung {\displaystyle \beta (\mathbb {N} )} der natürlichen Zahlen ist ein nicht-diskreter, extremal unzusammenhängender Raum.

## Eigenschaften
- Extremal unzusammenhängende Hausdorffräume sind  total separiert, jedoch gilt hier die Umkehrung nicht, wie das Beispiel der Cantor-Menge zeigt.
- Zu jeder Borelmenge {\displaystyle B} eines extremal unzusammenhängenden kompakten Hausdorffraumes gibt es eine eindeutige offen-abgeschlossene Menge {\displaystyle A}, so dass die symmetrische Differenz {\displaystyle A\,\triangle \,B} eine magere Menge ist.[1]
- Ist {\displaystyle U} eine offene und dichte Teilmenge eines extremal unzusammenhängenden kompakten Hausdorffraumes und ist {\displaystyle f\colon U\rightarrow \mathbb {C} } eine stetige und beschränkte Funktion, so gibt es eine eindeutig bestimmte stetige Funktion {\displaystyle {\tilde {f}}\colon X\rightarrow \mathbb {C} }, die {\displaystyle f} fortsetzt.[2]

## Anwendungen

### Boolesche Algebren
Nach dem Darstellungssatz von Stone gibt es zu jeder booleschen Algebra einen total unzusammenhängenden Raum {\displaystyle X}, den sogenannten booleschen Raum zur Algebra, so dass die Algebra isomorph zur Mengen-Algebra der offen-abgeschlossenen Mengen in {\displaystyle X} ist. Es gilt:
- Eine boolesche Algebra ist genau dann vollständig (das heißt, jede beschränkte Menge besitzt ein Supremum und ein Infimum), wenn der zugehörige boolesche Raum extremal unzusammenhängend ist.

### Abelsche Von-Neumann-Algebren
Abelsche Von-Neumann-Algebren sind als C*-Algebra nach dem Satz von Gelfand-Neumark isometrisch isomorph zur Algebra {\displaystyle C(X)} der stetigen Funktionen {\displaystyle X\rightarrow \mathbb {C} } für einen bis auf Homöomorphie eindeutig bestimmten kompakten Hausdorffraum {\displaystyle X}. Für abelsche Von-Neumann-Algebren ist {\displaystyle X} extremal unzusammenhängend.
Die Umkehrung gilt nicht, das heißt, es gibt extremal unzusammenhängende, kompakte Hausdorffräume {\displaystyle X}, so dass die Algebra {\displaystyle C(X)} nicht isomorph zu einer Von-Neumann-Algebra ist.